# Дзвінкість
Дзві́нкість (англ. voice, voicing) — у мовознавстві якість звуку, що вимовляється з вібрацією голосових зв'язок; у фонетиці — тип фонації, що протистоїть глухості тощо. Приголосні звуки, які вимовляються дзівнко, називається дзвінкі́ при́голосні (англ. voiced consonants) звуки; у них шум переважає над голосом. У Міжнародному фонетичному алфавіті дзвінкість деяких приголосних позначається клиноподібним діакритичним знаком ⟨◌̬⟩ під основним символом звуку; для більшості дзвінких приголосних звуків існують окремі символи (наприклад: [b], [d], [ɡ], [ɢ], [v], [z]).
Така артикуляція також може поєднуватися з придихом — значно сильнішим поштовхом повітря з легень (наприклад, [bʱ], [dʱ], [ ɡʱ]).

## Дзвінкі приголосні
- [ʕ] (г) — дзвінкий глотковий фрикативний
- [ʢ] (г) — дзвінкий надгортанний фрикативний
- [ɦ] (г) — дзвінкий гортанний фрикативний
- [m] (м) — дзвінкий губно-губний носовий
- [b] (б) — дзвінкий губно-губний проривний
- [β] (в) — дзвінкий губно-губний фрикативний
- [ɱ] (твердий м) — дзвінкий губно-зубний носовий
- [ʋ] (в) — дзвінкий губно-зубний апроксимант
- [ⱱ] (в) — дзвінкий губно-зубний одноударний
- [b̪] (твердий б) — дзвінкий губно-зубний проривний
- [v] (твердий в) — дзвінкий губно-зубний фрикативний
- [w] (в) — дзвінкий губно-м'якопіднебінний апроксимант
- [ɥ] (м'який в) — дзвінкий губно-твердопіднебінний апроксимант
- [d͡ʒ] (дж) — дзвінкий заясенний африкат
- [ʒ] (ж) — дзвінкий заясенний фрикативний
- [n̪] (твердий н) — дзвінкий зубний носовий приголосний
- [d̪] (твердий д) — дзвінкий зубний проривний
- [ð] (з) — дзвінкий зубний фрикативний
- [ŋ] (ң) — дзвінкий м'якопіднебінний носовий
- [ɡ] (ґ) — дзвінкий м'якопіднебінний проривний
- [ɣ] (г) — дзвінкий м'якопіднебінний фрикативний
- [ɖ͡ʐ] (твердий дж)— дзвінкий ретрофлексний африкат
- [ɳ] (твердий н) — дзвінкий ретрофлексний носовий
- [ɖ] (твердий д) — дзвінкий ретрофлексний проривний
- [ʐ] (твердий ж) — дзвінкий ретрофлексний фрикативний
- [ɟ] — дзвінкий твердопіднебінний проривний
- [ʝ] — дзвінкий твердопіднебінний фрикативний
- [ɢ] — дзвінкий язичковий проривний
- [ʁ] — дзвінкий язичковий фрикативний
- [d͡z] (дз) — дзвінкий ясенний африкат
- [n] (н) — дзвінкий ясенний носовий
- [d] (д) — дзвінкий ясенний проривний
- [z] (з) — дзвінкий ясенний фрикативний
- [d͡ʑ] (м'який дж)— дзвінкий ясенно-твердопіднебінний африкат
- [ʑ] (м'який ж) — дзвінкий ясенно-твердопіднебінний фрикативний
- [ɴ] — дзвінкий язичковий носовий